# Xystrota grays
Xystrota grays là một loài bướm đêm trong họ Geometridae.